# 合创汽车
合创汽车科技有限公司，简称合创汽车（英語：Hycan），是中国的新能源汽车公司。

## 历史
2017年12月28日，广汽集团与蔚来汽车达成合作协议，双方将在智能网联新能源汽车领域开展合作，并将共同出资设立新公司。2018年4月10日，广汽蔚来新能源汽车科技有限公司（简称广汽蔚来）正式成立，广汽集团与广汽新能源（现广汽埃安）分别持股22.5%，蔚来汽车与蔚来基金分别持股22.5%，剩余10%股份由创始团队持有以吸引人才。
2019年5月，广汽蔚来发布旗下品牌HYCAN合创。广汽主要负责整车的研发和生产，蔚来提供智能网联技术和能源支撑体系，名称“合创”代表优势制造与创新思维的融合。公司同时发布基于埃安LX的首款概念车。同年12月27日，首款车型合创007正式发布。
2021年1月，广汽集团通过广汽埃安对公司增资4.82亿元人民币，同时引入广东珠江投资管理集团作为战略投资者增资19.23亿元。增资完成后，广东珠江投资管理集团旗下广东珠投智能科技投资有限公司占股68.56%，成为公司最大股东；广汽埃安占股20.54%，广汽集团和蔚来汽车各占股4.46%，其余由代表创始团队的开创共进持有。同年4月，公司更名为合创汽车科技有限公司。2022年8月，蔚来汽车退出合创汽车股东行列。

## 车型
合创汽车目前共推出四款车型：
- 合创007（英语：Hycan 007）（2020年至今）：中型SUV，广汽埃安LX变种
- 合创A06（英语：Hycan A06）（2022年至今）：中型轿车
- 合创V09（英语：Hycan V09）（2023年至今）：MPV
- 合创Z03（英语：Hycan Z03）（2021年至今）：紧凑型SUV，广汽埃安Y变种

合创起初的车型007和Z03基于广汽埃安的产品打造，并由埃安位于广州番禺的工厂生产。2022年，合创汽车收购广汽集团旗下、原名广汽吉奥的广汽乘用车（杭州）有限公司49%股权，旗下车型陆续转移至该公司的基地生产。现时广乘杭州公司的生产基地除合创车款外，亦同时生产广汽乘用车旗下传祺品牌车款。

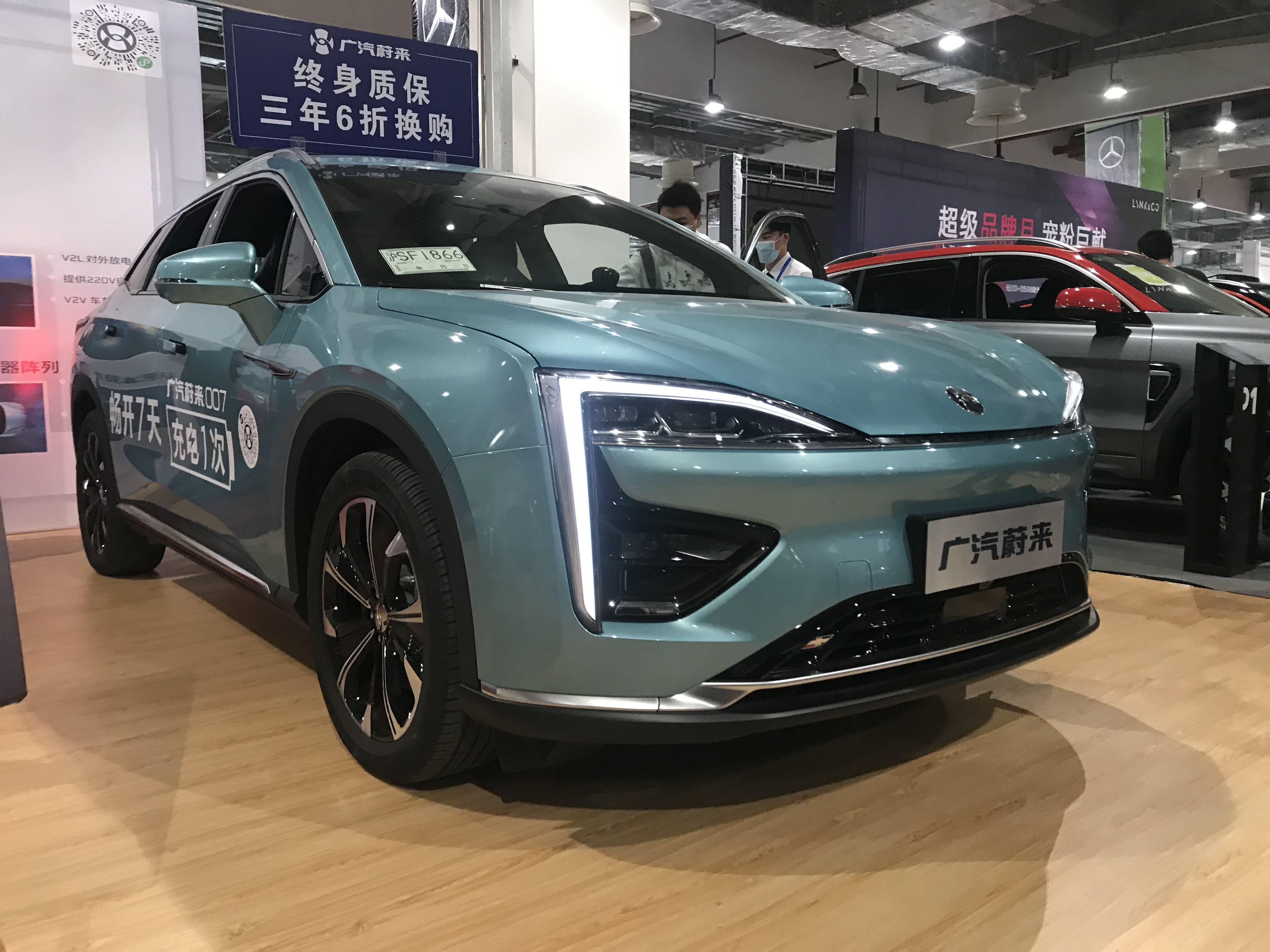
007
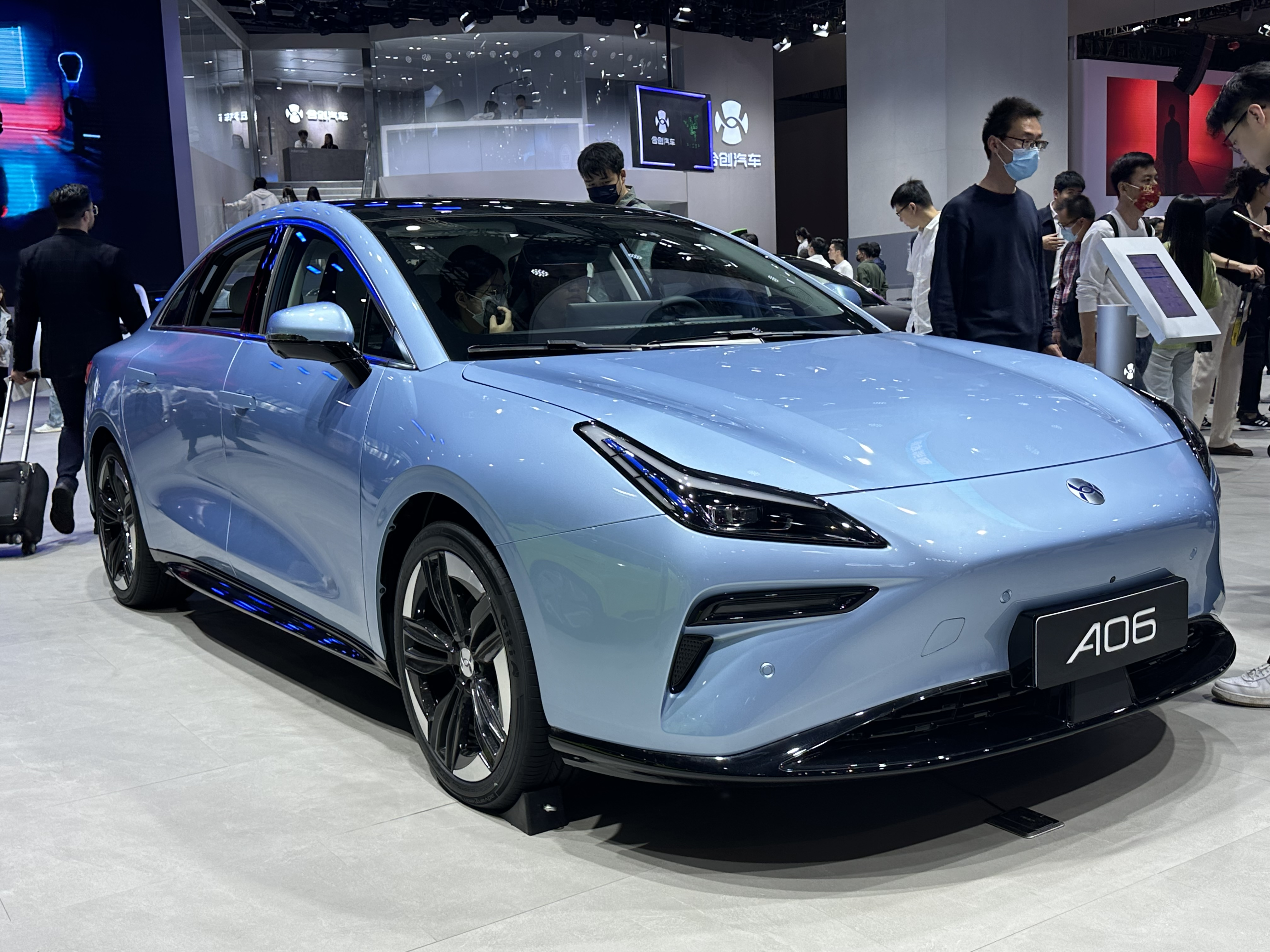
A06
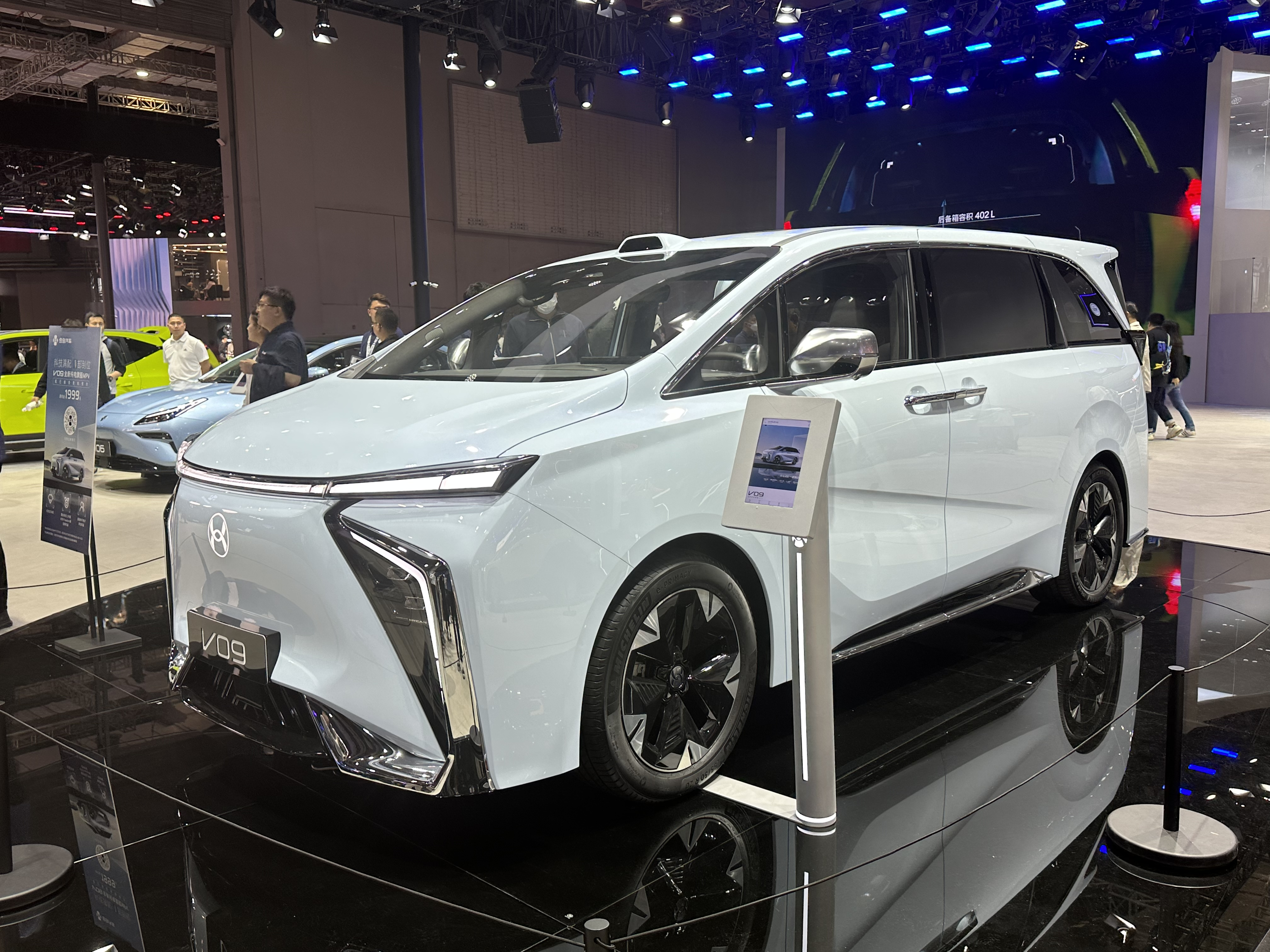
V09
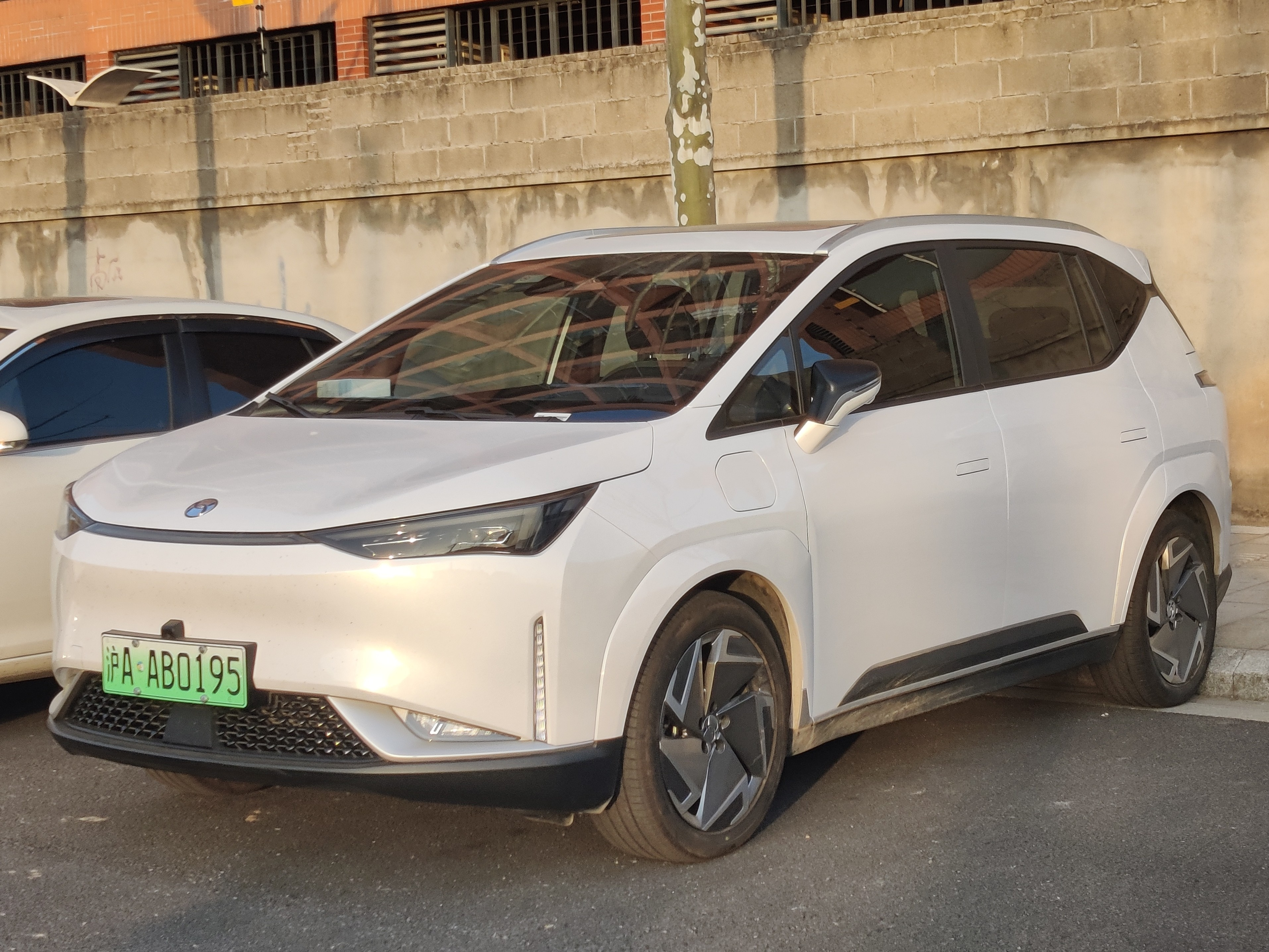
Z03

此外，合创亦规划在广州南沙建设第二个生产基地；但因现时公司销量一般，杭州工厂产能仍过剩，建厂计划暂无下文。

## 事件

### 营销争议
广汽蔚来时期，公司多次出现具争议的营销手段。2020年10月，威马汽车接连发生多起自燃事件而受到舆论关注，广汽蔚来却突然发表声明称，车辆如因宁德时代811电池起火，整车全赔，并倡议业内所有使用宁德时代电池的汽车厂商共同承诺。此举引发业界哗然，广汽蔚来不久后为此致歉。同年12月，公司宣布将成为中国首家接受比特币支付购车款的汽车企业，但因比特币未在中国取得合法地位而引发关注。公司随后删除微博并再次致歉。

### 经营危机
合创车型推出至今表现平平。为推动销量，合创汽车与母公司体系内三大地产商集团于2023年7月启动代销计划，不少集团内地产从业者开始代销合创汽车产品。同时间，合创汽车为包括行政、研发等与营销无关的所有员工定下与绩效挂钩的销售目标，迫使不少员工选择离职。次年初，合创汽车更要求员工前往各经销商门店协助销售，并制定了详细的激励和惩罚机制。
2024年6月，有合创汽车前员工维权，要求合创退还员工持股计划中强制跟投的款项。合创方面此前称，由于资金问题，员工离职时退还投资款的承诺暂无法兑现。7月，合创启动大规模裁员，多地销售渠道均停摆，更有经销商因被合创拖欠款项而要求用户在质保时间内付费维修；合创持有超1.5亿元的广汽乘用车（杭州）有限公司的股权被法院判决冻结，其在上海分公司亦被当地市监局列入经营异常名录。有媒体报道称，合创7月裁员后，上海分公司的所有员工均被裁撤并被拖欠赔偿金，而广州总部仅剩50余人维持公司基本运作。
2025年1月，广汽集团发布公告称，将与合创汽车其余股东按股比向合创提供一笔借款，用于支付员工欠薪、经济补偿金及已售车辆的售后服务，广汽埃安亦将承接合创汽车的售后服务。